# 凯文·亨德森
凯文·德韦恩·亨德森（英語：Kevin Dwayne Henderson，1964年3月22日—），美国NBA联盟前职业篮球运动员。他在1986年的NBA选秀中第3轮第3顺位被克里夫兰骑士选中。